# 2004年夏季残疾人奥林匹克运动会爱沙尼亚代表团
2004年夏季残疾人奥林匹克运动会爱沙尼亚代表团是爱沙尼亚派出的2004年夏季残疾人奥林匹克运动会代表团。获得1枚银牌。